# Verizon Tennis Challenge 1997
Il Verizon Tennis Challenge 1997 è stato un torneo di tennis giocato sulla terra verde. È stata l'11ª edizione del torneo, che fa parte della categoria World Series nell'ambito dell'ATP Tour 1997. Si è giocato ad Atlanta negli USA dal 28 aprile al 4 maggio 1997.

## Campioni

### Singolare
Marcelo Filippini ha battuto in finale  Jason Stoltenberg con il punteggio di 7–6(2) 6–4

### Doppio
Jonas Björkman /  Nicklas Kulti hanno battuto in finale  Scott Davis /  Kelly Jones  6–2, 7–6